# Рейд на Козятин
Рейд на Козятин (також відома як Битва при Козятині) 25–27 квітня 1920 року стала одним з найбільших набігів польської кавалерії упродовж польсько-радянської війни. Внаслідок вдалого оточення на відстані 160 кілометрів за лінією фронту, польська армія змогла захопити стратегічно важливе місто Коростень. Місто, головний залізничний вузол і склад Червоної Армії, було захоплене з незначними польськими втратами.
Рейд, разом з подібним Рейдом на Коростень, призвів до повного руйнування радянської 12-ї та 14-ї армій Південно-Західного фронту. Радянські війська втратили дві дивізії, велику кількість матеріальних засобів, близько 8000 радянських солдатів стали військовополоненими. Це дозволило польським військам захопити Київ незабаром після цього. Даний маневр викладається у військових коледжах по всьому світу як приклад блискавичного наступу виконаного до появи танкової війни.